# Pop'n'dekl
POP'n'DEKL je prva slovenska AlpenRock skupina. Ustanovil jo je Damir Jurak.
Damir je bil soustanovitelj in član legendarne skupine Don Juan, postavil je tudi temelje za skupino Gamsi.
Skupina POP'n'DEKL je bila ustanovljena leta 1997. Izdana je bila avdiokaseta z imenom Sveža jajca iz domačega gnezda, a sama skupina ni imela nastopov.
Leta 2004 se je skupina ponovno pojavila, a z drugimi glasbeniki. Posneta je bila CD plošča z imenom Zofi, izšla pa je pod Brendijevo založbo Mandarina.
vokal, harmonika: Dejan Žafran
kitara, vokal: Mitja Krajnc
bas, bariton: Gorazd Hentak
bobni, vokal: Damir Jurak
Kasneje so se skupini pridružili še kitarist Dare iz Litije, klaviaturist Boris iz Velenja in basist Štefan iz Trbovelj.

Z leti so v skupini sodelovali še Boštjan Cerar, Jaka Okorn, Tomaž Janžekovič, Tomaž Palčič.
Skupina POP'n'DEKL je trikrat nastopala tudi na festivalu Melodije morja in sonca v portoroškem Avditoriju in izdala tri CD plošče z imenom Zofi, AlpenRock Hotel in Slovenske gasilke.